# Танко
Танко са древни японски железни доспехи. По формата си, представляват ламаринен корсет или риза, обхващащо плътно тялото на самурая, възпроизвежда използваният по-рано кожен корсет.
В комплекта влизат още ръкавици, частично покриващи ръцете (палците остават открити), шлем с неголям протектор отпред, приличащ по форма на клюн на птица. Не включва защита на краката.